# Thom Matthews
Pour les articles homonymes, voir Matthews.
Thom Matthews est un acteur américain né le 28 novembre 1958 à Los Angeles (Californie).

## Biographie
Diplômé de la Fairfax High School de Los Angeles, il est connu pour le rôle de Freddy dans le film Le Retour des morts-vivants. Il s'est également fait remarquer dans sa suite, Le Retour des morts-vivants 2, mais aussi à travers la saga des Vendredi 13, avec Jason le mort-vivant.
Ami de George Clooney depuis les années 80, il a tourné à ses côtés dans quelques films parmi lesquels Le Pacificateur. Il apparaît d'ailleurs également dans un épisode de la série télévisée  Urgences.

## Filmographie

### Cinéma
- 1984 : La Fille en rouge (The Woman in Red) de Gene Wilder : Erik (non crédité)
- 1985 : Le Retour des morts-vivants (The Return of the Living Dead) de Dan O'Bannon : Freddy
- 1986 : Campus (en) de Albert Pyun : Brian Rigletti
- 1986 : Vendredi 13, chapitre VI : Jason le mort-vivant (Friday the 13th Part VI: Jason Lives) de Tom McLoughlin : Tommy Jarvis
- 1987 : Le Trésor de San Lucas (Down Twisted) de Albert Pyun : Damalas
- 1988 : Le Retour des morts-vivants 2 (Return of the Living Dead: Part II) de Ken Wiederhorn : Joey
- 1988 : L'Aventure fantastique (Alien from L.A.) de Albert Pyun : Charmin'
- 1990 : Midnight Cabaret de Pece Dingo : David
- 1991 : Ni Dieu ni maître (en) (Born to Ride) de Graham Baker : Willis
- 1991 : Bloodmatch de Albert Pyun : Brick Bardo
- 1992 :  Nemesis de Albert Pyun : Marion
- 1994 : In the Living Years de John Harwood et Johnny Remo : Dan Donahue
- 1994 : Kickboxer 4 (Kickboxer 4: The Aggressor) de Albert Pyun : Bill
- 1995 : Heatseeker de Albert Pyun : Bradford
- 1997 : Prise d'otages à Atlanta (Blast) de Albert Pyun : Bill
- 1997 : Mean Guns de Albert Pyun: Crow
- 1997 : Le Pacificateur (The Peacemaker) de Mimi Leder : Major Rich Numbers
- 1997 : Crazy Six de Albert Pyun : Andrew
- 1998 : Sorcerers de Albert Pyun : Duke
- 1998 : Waiting for Woody de Grant Heslov : Messager à vélo (Court métrage)
- 2001 : The Vampire Hunters Club de Donald F. Glut : Henry Pratt (Court métrage)
- 2017 : Never Hike Alone de Vincente DiSanti : Tommy Jarvis
- 2020 : Warmath de Josh Becker : Emmett Cole
- 2022 : Friday The 13th Vengeance 2: Bloodlines de Jason Brooks : Tommy Jarvis
- 2023 : Never Hike Alone 2 de Vincente DiSanti : Tommy Jarvis
- 2023 : Final Summer de John Isberg : Sheriff Parmer
- 2025 : Jammin'Dead de Josh McFadden : Phillip

### Télévision

#### Séries télévisées
- 1984 : Paper Dolls : Lewis Crosby (5 épisodes)
- 1989 : CBS Summer Playhouse : Cal (1 épisode)
- 1995 :  Urgences : Michael Mazovick (1 épisode)

#### Téléfilms
- 1987 : Les Douze Salopards : Mission Suicide (The Dirty Dozen : The Deadly Mission) de Lee H. Katzin : Francis Kelly
- 1990 : Rock Hudson : la double vie d'une star de John Nicolella : Tim Murphy
- 1990 : Sporting Chance de Lou Antonio : Sonny Hilderbrand
- 1991 : The Letters from Moab de Mark Krenzien : Tom
- 1996 : Les Yeux d'un tueur (If Looks Could Kill) de Sheldon Larry :  Walter
- 1996 : Raven Hawk de Albert Pyun :  Stiles
- 2000 :  Point limite (Fail Safe) de Stephen Frears et Martin Pasetta : Billy Flynn